# Metabelba
Metabelba – rodzaj roztoczy z kohorty mechowców i rodziny Damaeidae.
Rodzaj ten został opisany w 1936 roku przez François Grandjean. Gatunkiem typowym wyznaczono Damaeus papillipes.
Mechowce te mają długie odnóża o nabrzmiałych stawach i kulistą hysterosomę. Na genu czwartej pary odnóży znajdują się 4 szczeciny, na krętarzach trzeciej i czwartej pary odnóży odpowiednio po 4 i 3 szczeciny. Szczeciny notogastralne ułożone są w dwa podłużne rzędy.
Rodzaj kosmopolityczny.
Luis Subías (2004-2010) dzielił ten rodzaj na 4 podrodzaje: Metabelba (Metabelba), M. (Allobelba), M. (Neobelba) i M. (Parametabelba). W 2011 roku Jan Mourek, Ladislav Miko i Fabio Bernini dokonali częściowej rewizji rodzaju. Wynieśli Allobelba i Neobelba do rangi niezależnych rodzajów, a M. (Parametabelba) uznali za nomen nudum. Rodzaj Metabelba został przez nich podzielony na 2 podrodzaje:
- Metabelba (Metabelba) Grandjean, 1936
- Metabelba (Pateribelba) Mourek, Miko et Bernini, 2011